# 清淨光寺
清淨光寺（しょうじょうこうじ）是位在日本神奈川縣藤澤市的寺院，時宗總本山。山號「藤澤山」（とうたくさん）。本尊阿彌陀如來、開基（創立者）為俣野五郎景平、開山（初代住持）為呑海。時宗的法主被稱作遊行上人，所以通稱遊行寺（ゆぎょうじ）。藤澤作為遊行寺的門前町而誕生，發展成東海道的宿場町，最後成為今日的藤澤市。

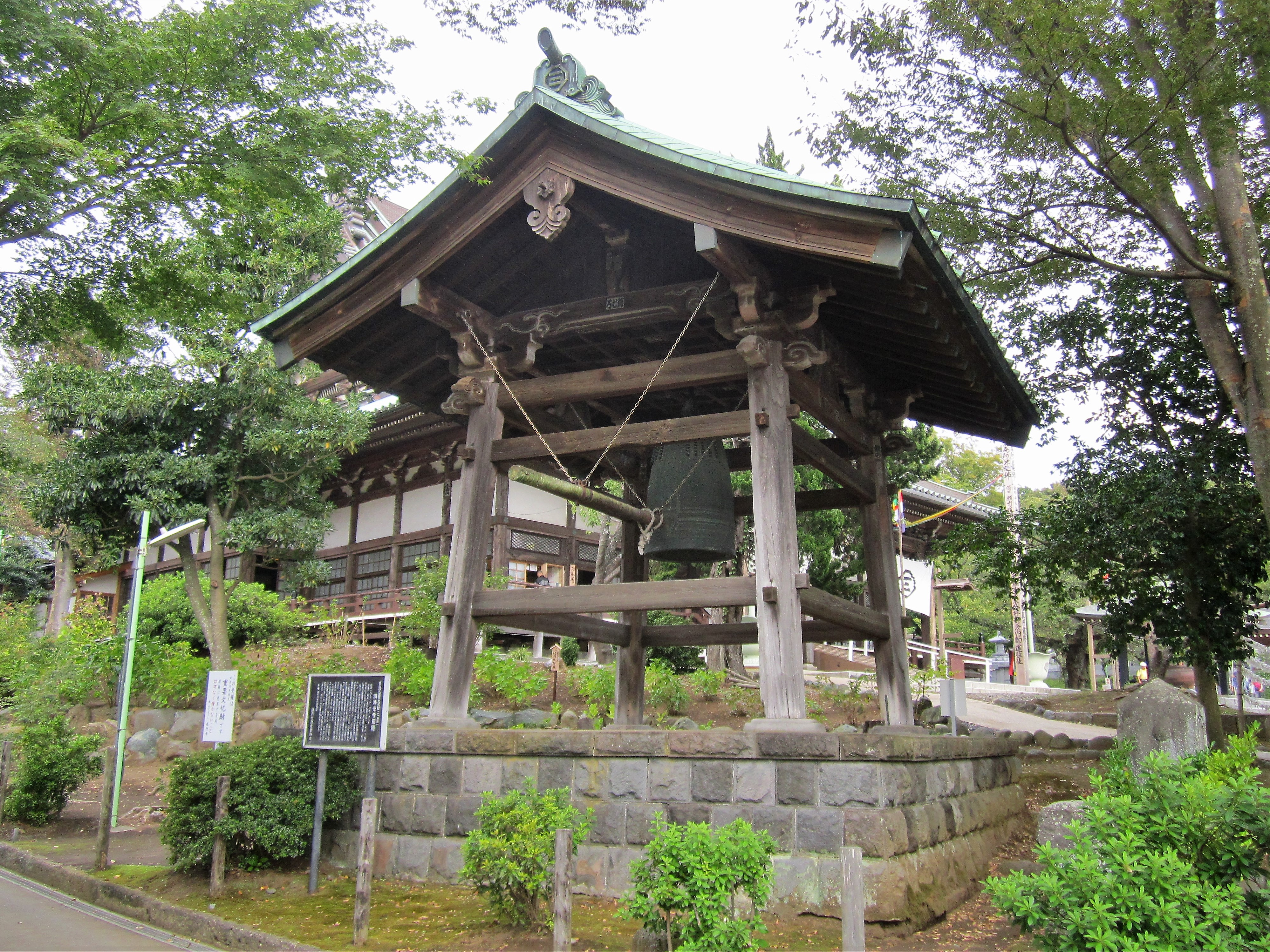
鐘樓

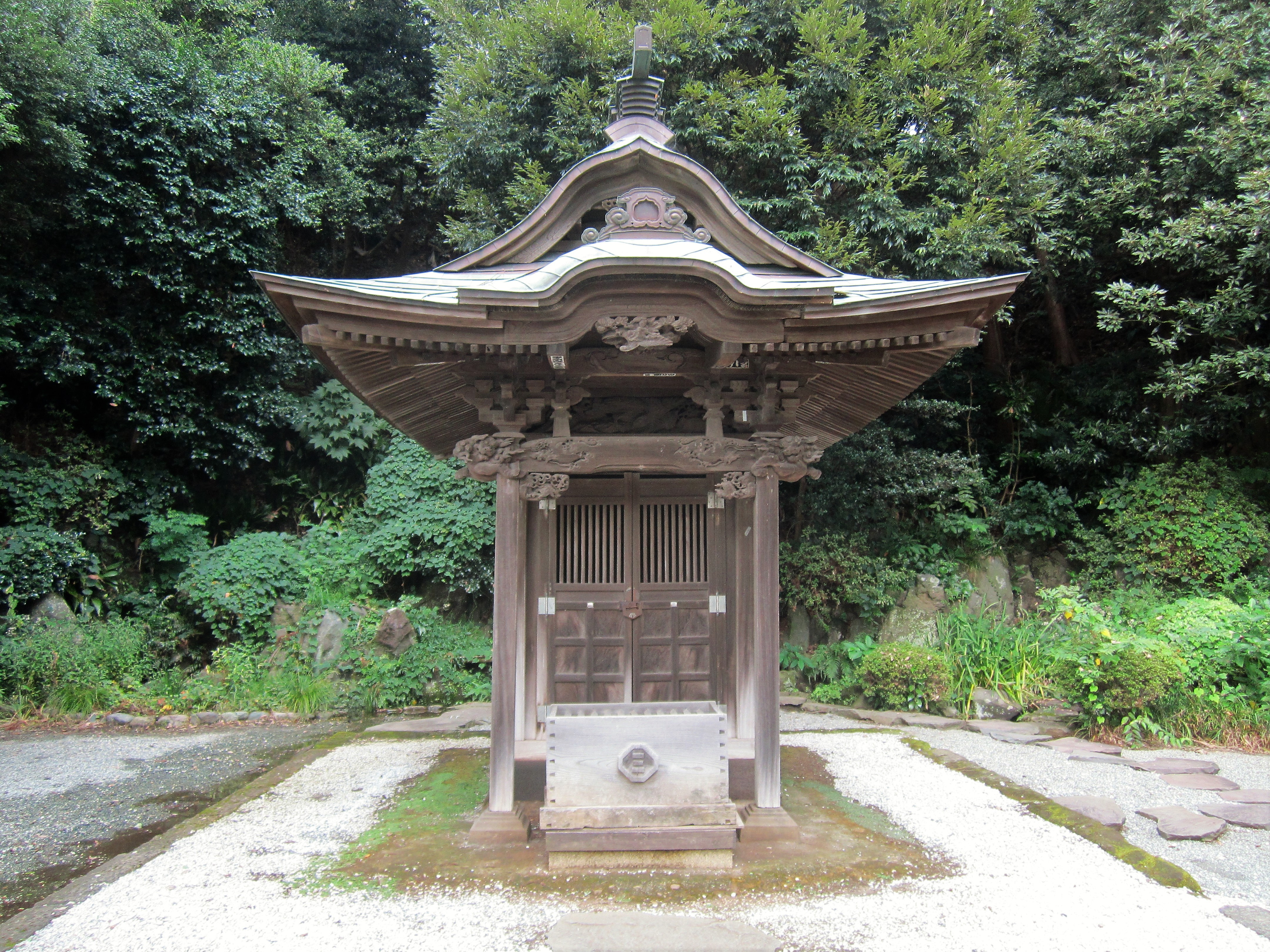
宇賀神社

## 關連項目
- 一遍

## 外部連結
维基共享资源上的相關多媒體資源：清淨光寺
- 時宗總本山 遊行寺